# Canton de Lectoure
Le canton de Lectoure est une ancienne division administrative française située dans le département du Gers et la région Midi-Pyrénées.
Après le redécoupage cantonal de 2014, les dix communes de cet ancien canton sont intégrées dans le nouveau canton de Lectoure-Lomagne, dont Lectoure est le bureau centralisateur.

## Géographie
Ce canton était organisé autour de Lectoure dans l'arrondissement de Condom. Son altitude variait de 57 m (Pergain-Taillac) à 233 m (Mas-d'Auvignon) pour une altitude moyenne de 184 m.

## Composition
Le canton de Lectoure regroupait treize communes et comptait 6 284 habitants (population municipale) au 1er janvier 2012.
| Communes              | Population (2012) | Code postal | Code Insee |
| --------------------- | ----------------- | ----------- | ---------- |
| Berrac                | 90                | 32480       | 32047      |
| Castéra-Lectourois    | 296               | 32700       | 32082      |
| Lagarde               | 132               | 32700       | 32176      |
| Larroque-Engalin      | 59                | 32480       | 32195      |
| Lectoure              | 3 933             | 32700       | 32208      |
| Marsolan              | 388               | 32700       | 32239      |
| Mas-d'Auvignon        | 171               | 32700       | 32241      |
| Pergain-Taillac       | 286               | 32700       | 32311      |
| Pouy-Roquelaure       | 137               | 32480       | 32328      |
| Saint-Avit-Frandat    | 85                | 32700       | 32364      |
| Saint-Martin-de-Goyne | 109               | 32480       | 32391      |
| Saint-Mézard          | 202               | 32700       | 32396      |
| Terraube              | 381               | 32700       | 32442      |

## Représentation

### Conseillers généraux de 1833 à 2015
| Période | Période          | Identité                                         | Étiquette           | Qualité                                                                                              |
| ------- | ---------------- | ------------------------------------------------ | ------------------- | --- |
| 1833    | 1842             | Jean-François Carbonneau (ou Carbonnau)          |                     | Médecin à Lectoure                                                                                   |
| 1842    | 1851             | Pierre Achille Carbonneau (fils du précédent)    | Républicain         | Avocat à Lectoure Représentant du peuple (1848-1851)                                                 |
| 1851    | 1870 (démission) | Jean Belliard                                    | Majorité dynastique | Avocat, propriétaire à Terraube, ancien Préfet Député (1849-1851, 1852-1869)                         |
| 1870    | 1871             | Alphonse Guilhon                                 | Républicain         | Propriétaire à Lectoure                                                                              |
| 1871    | 1878 (démission) | Albert Descamps                                  | Républicain         | Maire de Lectoure                                                                                    |
| 1878    | 1880             | Alcée Durrieux                                   | Républicain         | Avocat à la Cour de cassation                                                                        |
| 1880    | 1882 (démission) | Comte Bernard-Gabriel-Xavier d'Abbadie de Barrau | Républicain rallié  | Propriétaire à Lectoure Député (1871-1876)                                                           |
| 1882    | 1889             | Jean Belliard                                    | Droite              | Avocat, ancien Préfet du Gers Député (1849-1869), propriétaire à Terraube                            |
| 1889    | 1892             | Albert Descamps                                  | Gauche républicaine | Maire de Lectoure (1870-1896) Député (1876-1885 et 1889-1893)                                        |
| 1892    | 1917 (décès)     | Pierre Nux (1860-1917)                           | Rad.                | Avocat Maire de Lectoure (1896-1897, 1908-1901 et 1912-1914)                                         |
| 1917    | 1919             | siège vacant                                     |                     | |
| 1919    | 1940             | Jules Espéron Lacaze de Sardac                   | Rad.                | Médecin - Maire de Lectoure (1919-1943) Nommé conseiller départemental en 1943                       |
|         |                  |                                                  |                     | |
| 1945    | 1964             | Raymond Dieuzaide                                | SFIO puis DVG       | Médecin Maire de Lectoure (1944-1959)                                                                |
| 1964    | 1970             | Théodule Cantaloup                               | SFIO                | Maire de Saint-Mézard (1940-1977), ancien résistant                                                  |
| 1970    | 1976             | Max Runel-Belliard (1921-2011)                   | DVD                 | Exploitant agricole, ancien résistant Maire de Terraube (1961-1995), conseiller régional             |
| 1976    | 1992 (démission) | Jean-Pierre Joseph                               | PS                  | Professeur, adjoint au maire de Lectoure Député (1988-1993) Président du conseil général (1982-1992) |
| 1992    | 2001             | Robert Castaing                                  | PS                  | Professeur Sénateur (1989-1998) Maire de Lectoure (1971-2001)                                        |
| 2001    | 2015             | Georges Courtès                                  | PS                  | Professeur Maire de Larroque-Engalin (1983-2020) Député suppléant de Gisèle Biémouret (2007-2012)    |

### Conseillers d'arrondissement (de 1833 à 1940)
Le canton de Lectoure avait deux conseillers d'arrondissement.
Il appartenait à l'arrondissement de Lectoure jusqu'à sa disparition en 1926.
| Période                                  | Période                   | Identité                    | Étiquette                | Qualité |
| ---------------------------------------- | ------------------------- | --------------------------- | ------------------------ | --- |
| 1833                                     | 1845                      | Justin Descamps (1798-1887) |                          | Médecin à Lectoure                                                                                          |
| 1833                                     | 1845                      | Jean Baptiste Arcole Gauran |                          | Maire de Lectoure (1830-1843)                                                                               |
| 1845                                     | 1848                      | Joseph Broqua               |                          | Capitaine en retraite, maire de Lectoure (1843-1848)                                                        |
| 1845                                     | 1848                      | M. Guilhon                  |                          | Avocat à Lectoure                                                                                           |
|                                          |                           |                             |                          | |
| 1883                                     | 1898 (décès)              | Achille Dieuzaïde           | Républicain progressiste | Docteur à Lectoure                                                                                          |
| 1883                                     | 1887 (démission d'office) | Joseph Pujos                | Républicain              | Maire de Ligardes, suppléant du juge de paix                                                                |
| 1889                                     | 1901                      | Joseph Maignaut             | Républicain progressiste | Agriculteur, conseiller municipal de Lectoure                                                               |
| 1901                                     |                           | Clément Darroux             | Républicain puis Radical | Docteur-médecin à Lectoure, maire de Lagarde                                                                |
| 1901                                     |                           | Félix Soucadauch            | Républicain              | Négociant, adjoint au maire de Lectoure, maire de 1911 à 1912                                               |
|                                          |                           |                             |                          | |
| 1919                                     | 1940                      | Abel-Lucien Dupetit         | Radical                  | Maire de Pergain-Taillac                                                                                    |
| 1919                                     | 1922 (décès)              | Fernand Goudin              |                          | |
| Nov.1922                                 | 1940                      | A. Laffargue                | Radical                  | |
| 1940                                     |                           |                             |                          | Les conseils d'arrondissement ont été suspendus par la loi du 12 octobre 1940 et n'ont jamais été réactivés |
| Les données manquantes sont à compléter. |                           |                             |                          | |

## Démographie
| 1962  | 1968  | 1975  | 1982  | 1990  | 1999  | 2006  | 2011  | 2012  |
| ----- | ----- | ----- | ----- | ----- | ----- | ----- | ----- | ----- |
| 7 293 | 6 994 | 6 419 | 6 339 | 6 484 | 6 269 | 6 199 | 6 300 | 6 284 |